# Lodewijk Alexander van Bourbon (1678-1737)

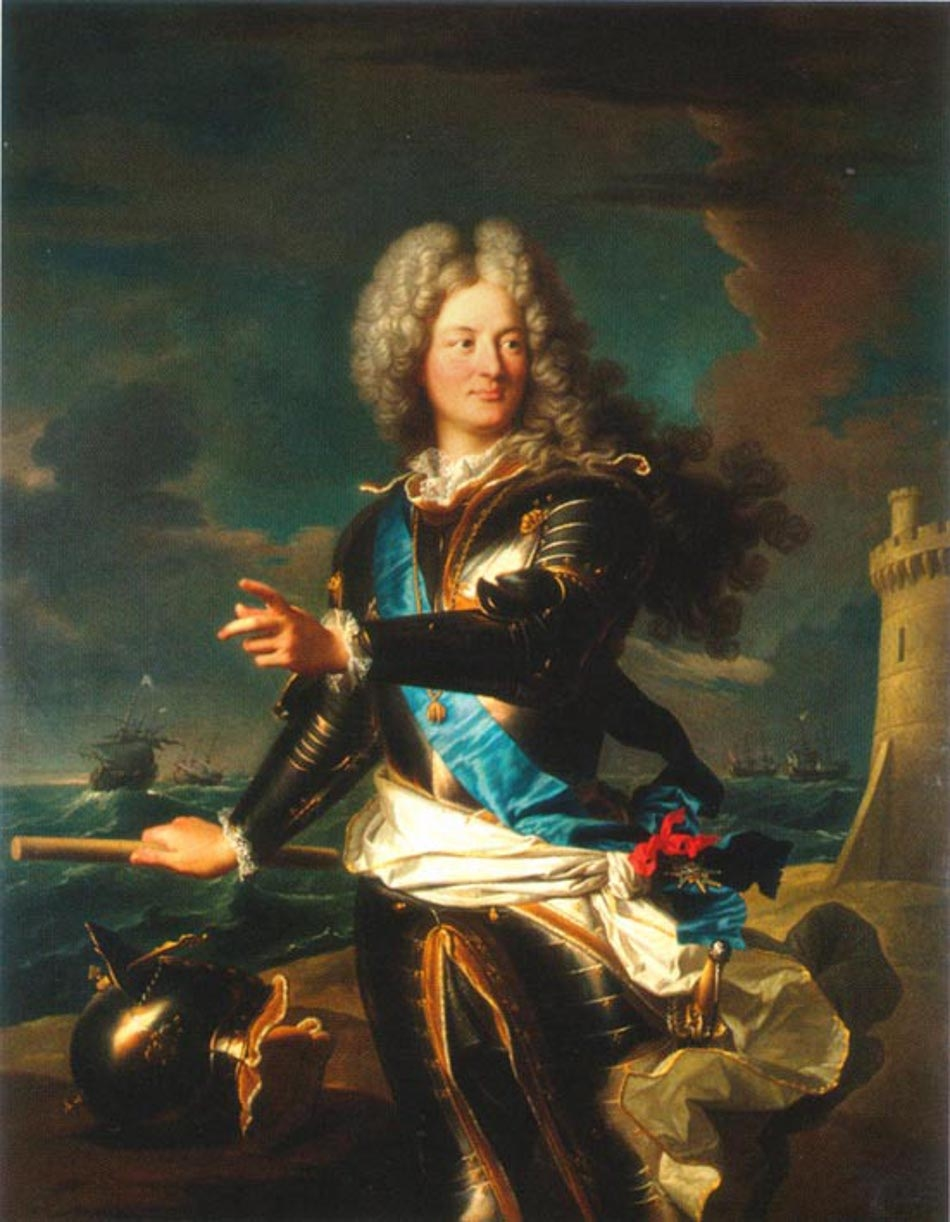
Louis Alexandre de Bourbon, graaf van Toulouse. Geschilderd door Hyacinthe Rigaud.

Lodewijk Alexander (Frans: Louis Alexandre) van Bourbon, graaf van Toulouse (Kasteel van Versailles, 6 juni 1678 — Kasteel van Rambouillet, 1 december 1737) was een zoon van de Franse koning Lodewijk XIV en diens maîtresse Françoise 'Athénaïs' de Rochechouart, beter bekend als Madame de Montespan. Op de leeftijd van vijf jaar werd hij verheven tot admiraal van Frankrijk. Louis Alexandre was ook de stichter van het huis Bourbon-Toulouse.

## Levensloop
Lodewijk Alexander werd geboren op 6 juni 1678 te Versailles. Hij was de derde zoon en het zevende kind van koning Lodewijk XIV van Frankrijk en diens beroemde maîtresse Madame de Montespan. Na zijn geboorte werd Madame de Monchevreuil aangewezen tot voogd van hem en zijn oudere zusje Françoise Marie (1677-1749). Françoise Marie huwde uiteindelijk met de latere hertog Filips II van Orléans.
Zijn vader kreeg bij Madame de Montespan zeven kinderen, van wie er vier een volwassen leeftijd bereikten. Zijn oudere broer, Lodewijk August (1670-1736), huwde met Louise Bénédicte van Bourbon, hij was ook graaf van Eu en hertog van Maine. Hij had twee oudere zussen: Louise Françoise (1673-1743), die huwde met Lodewijk III van Bourbon-Condé, en Françoise Marie.

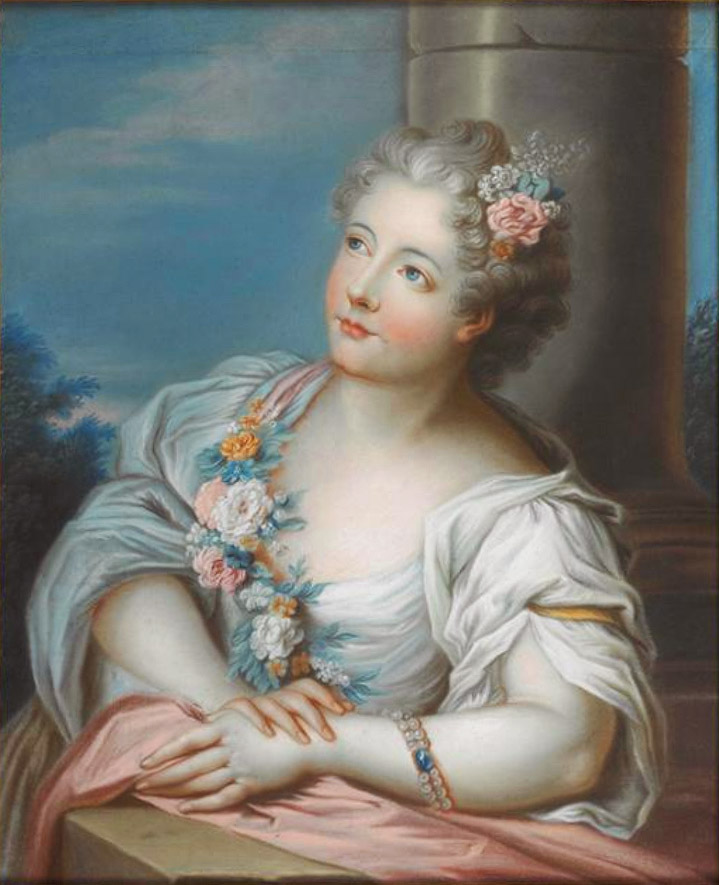
Zijn vrouw, Marie Victoire de Noailles

Lodewijk Alexander werd verheven tot graaf van Toulouse in 1681. Hij kreeg deze titel omdat zijn vader hem toen erkende, net zoals zijn broer en zusjes. In 1683 werd hij admiraal van Frankrijk. In februari van 1684 werd hij kolonel van een infanterieregiment dat zijn naam droeg en in 1693 werd hij benoemd tot mestre de camp van een cavalerieregiment. Tijdens de Spaanse Successieoorlog kreeg hij de taak om het eiland Sicilië te beschermen.  In januari 1689 werd hij gouverneur van Aquitanië in die tijd nog beter bekend als Guyenne. Een titel die hij zes jaar later zou ruilen voor de titel gouverneur van Bretagne. Op 3 januari 1696 werd hij benoemd tot maarschalk van Frankrijk, en het jaar daarop werd hij commandant van de Koninklijke Legers. In maart 1714, behaalde hij de titel Grand Veneur de France.
Tijdens de Spaanse Successieoorlog had hij het commando van de Franse vloot in de Slag bij Málaga in 1704. Na de dood van zijn vader op 1 september 1715, heeft hij zich afzijdig gehouden van de intriges van zijn schoonzus, Anne Louise Bénédicte, de hertogin van Maine. 
Zijn moeder moest in 1691 het hof verlaten, daarna zag Lodewijk Alexander haar vaak. Zijn oudere zus, Louise Françoise, probeerde om een hechtere band te krijgen met haar moeder, dit probeerde Lodewijk Alexander namelijk ook. Ook al waren Louise Françoise en Françoise Marie bittere vijanden, Lodewijk Alexander, trok zich daar niks van aan, en was aan beide zeer gehecht. Alle drie probeerden ze de hofintriges van hun oudste broer, de hertog van Maine en diens vrouw, te vermijden. Toen hun moeder op 27 mei 1707 plotseling stierf, namen Lodewijk Alexander en zijn zussen een periode van rouw in acht. Dit mochten ze echter niet in het openbaar doen. Dit was namelijk door hun vader, de koning, en diens nieuwe maîtresse, Madame de Maintenon, verboden. 
In 1706 verwierf hij het markizaat en het bijhorende kasteel van Rambouillet bij Parijs. In 1711 liet de koning het markizaat verheffen tot hertogdom. Lodewijk Alexander richtte het kasteel in als residentie en liet bij zijn huwelijk een appartement inrichten voor zijn bruid, met houtsnijwerk van Jacques Verbeckt.
Lodewijk Alexander was een groot lezer en een liefhebber van muziek. Hij stierf in het kasteel van Rambouillet; hij werd 59 jaar oud.

## Huwelijk en kind
Lodewijk Alexander huwde in 1723 met Marie Victoire de Noailles, de weduwe van de marquis de Gondrin. Het was een huwelijk uit liefde en het koppel kreeg een zoon:
- Lodewijk Jan Maria (16 november 1725 - 4 maart 1793), de latere hertog van Penthièvre. De vader van Louise Marie Adélaïde, die de moeder werd van de latere koning Lodewijk Filips I van Frankrijk.

Lodewijk Alexander had voor zijn huwelijk met Madame de Noailles al twee kinderen verwekt:
- Louis-Alexandre de Sainte Foy (1720-1723);
- Philippe-Auguste de Sainte Foy (1721-1795).